# Lansky (film)
Pour les articles homonymes, voir Lansky.
Pour plus de détails, voir Fiche technique et Distribution.
Lansky est un film américain écrit et réalisé par Eytan Rockaway, sorti en 2021. Il s'agit d'un film biographique sur le mafieux Meyer Lansky.

## Synopsis
Dans les années 1970, le mafieux Meyer Lansky — aujourd'hui vieillissant — s'est retiré du monde de la mafia. Alors qu'il désire rejoindre Israël, les États-Unis l'empêchent de quitter le sol américain. Il fait l'objet d'une énième enquête du FBI car il est soupçonné d'avoir caché des millions de dollars depuis un demi-siècle. Désormais retraité, il part alors vivre ses vieux jours à Miami dans un anonymat total. L'ancien gangster va raconter sa vie et son histoire vertigineuse à un journaliste, David Stone, pour qu'il écrive ses mémoires afin de partager sa vérité sur certaines affaires. Il revient notamment sur Murder Incorporated, la Yiddish Connection ou encore le Syndicat national du crime.

## Fiche technique
Sauf indication contraire, les informations mentionnées dans cette section peuvent être confirmées par la base de données cinématographiques IMDb,  présente dans la section « Liens externes ».
- Titre original et français : Lansky
- Réalisation et scénario : Eytan Rockaway, d'après une histoire d'Eytan Rockaway et Robert Rockaway
- Musique : Max Aruj
- Décors : April Lasky
- Costumes : Laura Cristina Ortiz
- Photographie : Peter Flinckenberg
- Montage : Martin Hunter et Steven Rosenblum
- Production : Robert Ogden Barnum
- Sociétés de production : 120 dB Films, Above the Clouds Media Group et CaliWood Pictures ; avec la participation de Carte Blanche et Lucky 13 Productions
- Sociétés de distribution : Vertical Entertainment (États-Unis) ; Universal Pictures (France)
- Budget :  5 000 000 $ [2].
- Pays de production :  États-Unis
- Langue originale : américain
- Durée : 119 minutes
- Genre : Biopic, drame et film de gangsters
- Dates de sortie : 
  - États-Unis : 25 juin 2021
  - France : 1er décembre 2021 (DVD)

## Distribution
- Harvey Keitel (VF : Michel Papineschi) : Meyer Lansky
- Sam Worthington (VF : Adrien Antoine) : David Stone
- AnnaSophia Robb : Anne Lansky
- Jackie Cruz : Dafne
- David Cade : Ben Siegel
- David James Elliott : Frank Rivers
- Alon Abutbul : Yoram Alroy
- Minka Kelly : Maureen
- Shane McRae : Charlie Luciano
- James Moses Black : R. J. Campbell
- Claudio Bellante : Joe Bonanno
- John Magaro : Meyer Lansky, jeune

## Production
En mai 2019, Harvey Keitel, Sam Worthington, Emory Cohen et Austin Stowell sont annoncés, alors qu'Alexandra Daddario et Tony Danza sont en négociations pour apparaitre dans ce film écrit et réalisé par Eytan Rockaway. En février 2020, la distribution se complète avec les arrivées d'AnnaSophia Robb, Jackie Cruz, John Magaro, David Cade, David James Elliott, Alon Abutbul et Minka Kelly. Emory Cohen, Austin Stowell, Alexandra Daddario et Tony Danza ne sont plus liés au projet.
Le tournage débute en février 2020 et ne dure que 20 jours.

## Accueil
Le film reçoit des critiques mitigées aux États-Unis. Sur l'agrégateur américain Rotten Tomatoes, il récolte 49% d'opinions favorables pour 35 critiques et une note moyenne de 5,9⁄10. Sur Metacritic, il obtient une note moyenne de 42⁄100 pour 6 critiques.